# Рам Нат Ковинд
Рам Нат Ковинд (Дерапур, 1. октобар 1945) индијски је политичар и бивши председник Индије. Обављао је функцију 35. гувернера Бихара од 2015. до 2017. године и био члан парламента (Раџа саба) од 1994. до 2006. године. Такође је био на челу Индијске народне партије (BJP). Ковинда је за председничког кандидата номиновала владајућа коалиција, Национална демократска алијанса (NDA). За победника председничких избора 2017. који су одржани 17. јула проглашен је 20. јула 2017. године; мандат му је званично почео 25. јула. Други је далит изабран на функцију председника.
Пре него што је ушао у политику, био је адвокат 16 година и радио је у Вишем суду у Делхију и Врховном суду до 1993. године.

## Детињство и образовање
Ковинд је рођен у селу Параук код Дерапура (Уједињене провинције, Британска Индија), месту које се данас налази у дистрикту Канпур дехат (Утар Прадеш, Индија). Његов отац Маикулал је био сиромашни кори (припадник заједнице далита), власник мале радње којом је издржавао породицу. Шри Рам је најмлађи од петоро браће и две сестре. Рођен је у каљужној колиби, која се на крају срушила. Имао је само пет година када му је мајка умрла од опекотина у пожару у којем је изгорело њихово сламнато скровиште. Ковинд је касније донирао земљиште локалној заједници.
По завршетку предшколског образовања, да би похађао основну школу морао је сваки дан ходати до села Канпур удаљеног 6 километара; у Парауку нико није имао бицикл... Бачелор трговине и права постао је на Колеџу DAV, који се налази у склопу Универзитета Канпур (данас Универзитет Чатрапати Шаху Џи Махараџ).

## Каријера

### Адвокат
Пошто је завршио право на колеџу у Канпуру, Ковинд се преселио у Делхи како би се припремио за испит државних служби. Положио га је из трећег покушаја, али није се придружио јер је одабран у здружену службу а не у IAS; тада почиње да се бави адвокатуром.
Ковинд је почео да дела као адвокат 1971. године, при адвокатској комори Делхија. Био је адвокат Централне владе у Вишем суду Делхија од 1977. до 1979. године. Између 1977. и 1978, такође је радио као лични асистент премијера Индије Морарџија Десаија. Године 1978, постао је нестални адвокат Врховног суда Индије и радио такође као стални адвокат Централне владе у почасном Врховном суду Индије од 1980. до 1993. године. Радио је у Вишем суду Делхија и Врховном суду до 1993. године. Као адвокат, пружао је бесплатну правну помоћ за слабије сегменте друштва, жене и сиромашне — Друштво за бесплатну правну помоћ било је активно у Њу Делхију.

### Члан BJP
Прукључио се Индијској народној партији (BJP) 1991. године. Био је председник BJP далит морче између 1998. и 2002. године, те председник Свеиндијског коли самаџа. Такође је био и национални портпарол партије. Своју наслеђену кућу у Дерапуру донирао је образовној установи RSS. Недуго након прикључивања BJP-у, такмичио се за изборне јединице Гатампур и касније [2007] Богнипур (обе у држави Утар Прадеш) као кандидат на листи своје партије, али је изгубио обоје изборе.
Године 1997, Ковинд се придружио протестима против одређених редова Централне владе који су имали штетне ефекте на SC/ST раднике. Уследела 3 амандмана донесена за Устав укинула су редове, заслугом владе NDA на челу са Аталом Бихаријем Ваџпајијем.

### Парламентарац
Изабран је и постао је члан парламента Раџа саба у држави Утар Прадеш априла 1994. године. Ову функцију је обављао укупно дванаест година, у два узастопна мандата, до марта 2006. године. Као члан парламента, радио је за Парламентарни комитет за добробит планираних каста/племена, унутрашње послове, нафту и природни гас, друштвену правду и оснаживање, право и правду. Такође, био је председавајући Комитета Представничког дома Раџа сабе. Током своје каријере парламентарца, у Програму M.P. L.A.D. (енгл. Members of Parliament Local Area Development Scheme) фокусирао се на образовање у руралним подручјима помажући изградњу школских зграда у Утар Прадешу и Утараканду. Као посланик, на студијским путовањима посетио је Тајланд, Непал, Пакистан, Сингапур, Немачку, Швајцарску, Француску, Уједињено Краљевство и Сједињене Америчке Државе.

### Одборник и представник
Радио је у Одбору за менаџмент Универзитета Амбедкар у Лакнауу, те у Одбору гувернера ИИМ Калкута. Такође, представљао је Уједињене нације и обраћао се Генералној скупштини УН у октобру 2002. године.

### Гувернер
Председник Индије је 8. августа 2015. године именовао Ковинда за гувернера Бихара. Тадашњи врховни судија Вишег суда Патне, Икбал Ахмед Ансари, 16. августа 2015. године је ординирао заклетву за Ковинда као 35. гувернера Бихара. Свечаност је уприличена у званичној владиној резиденцији Раџ баван (Патна).
Ковиндово именовање је критиковао тадашњи главни министар Бихара, Нитиш Кумар, јер је исто било месецима пре избора за државну скупштину и без консултовања државне владе по препоруци Комисије Саркарија. Међутим, Ковиндов мандат гувернера похваљен је за конституисање судске комисије за истраживање неправилности у процесу унапређивања деградираног наставничког особља, лошег управљања фондовима и именовања деградираних кандидата на универзитетима. Јуна 2017, када је објављено да је Ковинд кандидат на председничким изборима, Кумар је подржао његов избор и похвалио га као непристрасног и блиског са државном владом током гувернерског мандата.

### Председник Индије
Након што је номинован за положај 14. председника Индије, дао је оставку на место гувернера Бихара; председник Пранаб Мукерџи је прихватио његову оставку 20. јуна 2017. године. Ковиндова победа на изборима одржаним 17. јула проглашена је три дана после, а мандат званично почиње 25. јула.
Рам Нат Ковинд је освојио 65,65% од укупног броја валидних гласова, наспрам бивше председнице Лок сабе — Меире Кумар, председничке кандидаткиње опозиције, која је добила 34,35% укупних валидних гласова. Ковинд је добио 2.930 гласова (MP и MLA), што у Електорском колегијуму даје 702.044 (65,65%) гласова, наспрам 1.844 гласа вредна 367.314 (34,35%) гласова Меире Кумар која је заостаја са 334.730 гласова; 77 гласова је било невалидно. Ковинд је постао тек други далитски представник који је изабран за председника (након К. Р. Нарајанана) те први кандидат BJP изабран на ову функцију. Упркос томе што је изгубила с разликом већом од 330 хиљада, Кумарова је оборила 50 година стар рекорд добивши као кандидат који је изгубио највише гласова икад.
Заклетва
Ковинд је положио заклетву као 14. председник Индије 25. јула 2017. године.

## Лични живот
Рам Нат се оженио са Савитом Ковинд 30. маја 1974. године. Имају сина (Прашант Кумар) и ћерку (Свати).

## Контроверзе
Године 2010, Ковинд је као портпарол BJP-а узбуркао јавност наводно изјавивши да су „ислам и хришћанство [су] страни за нацију [Индију]”. Како је пренео IANS и објавио Хиндустан тајмс, овај коментар је дао као одговор Комисији Ранганат мисра, која је препоручила 15% резервације за религијске и језичке мањине у владиним институцијама. Недавно је овај случај поново био актуелан у медијима, јер се појавила хипотеза да је Ковинд првобитно био погрешно цитиран односно да је у ствари рекао „ислам и хришћанство су страни за ноцију [касте]” — насупрот речи која је пренесена у првотном цитату, нација.